# Kif Gets Knocked Up a Notch
«Kif Gets Knocked Up a Notch» (укр. «Кіф у поважному стані») — п'ятий епізод п'ятого сезону анімаційного серіалу «Футурама», що вийшла в ефір у Північній Америці 11 січня 2003 року.
Автор сценарію: Білл Оденкерк.
Режисер: Вес Арчер.
Прем'єра в Україні відбулася 30 вересня 2007 року.

## Сюжет
Кіф із Емі почуваються нещасливими через неможливість проводити час разом. Під час чергового рейсу «Міжпланетного експреса», Емі ховається у велетенській капсулі з ліками і, користуючись тим, що екіпаж спить, скеровує корабель до планети, коло якої стоїть на рейді «Німб». Кіф пропонує Емі спільне життя на кораблі, але та незадоволена малим розміром його каюти. Тоді Кіф показує коханій «голохижу» — спеціальну камеру, оздоблену голографічним пристроєм, здатним моделювати будь-яке віртуальне оточення. Раптово у пристрої стається помилка, і згенеровані ним голографічні істоти — Аттіла, професор Моріарті, Джек-різник і злий Лінкольн — матеріалізуються. Живі голограми атакують екіпаж і пасажирів. Запп Бренніґан погрожує їм лазерною гарматою. Не зважаючи на слушне попередження Аттіли «не стріляти вогняними палицями в космічному каное», Запп пробиває діру в обшивці корабля, через яку ворогів висмоктує у відкритий космос. Проте потужний потік повітря, що виривається з корабля, тягне за собою й усіх інших. Схопившись один за одного, друзі ледь тримаються, доки модель місяця із голохижі не затуляє собою отвір. У медичному відсіку корабельний лікар повідомляє, що ніхто серйозно не постраждав («не рахуючи кількох переломів, внутрішньої кровотечі та розірваного серця») і між іншим додає, що Кіф вагітний.
Здивовані друзі вимагають пояснень. Кіф розповідає, що представники його виду здатні завагітніти від простого дотику: під час репродуктивної фази, яка настає через глибоку закоханість, їхня шкіра перетворюється на тонку мембрану, яка легко пропускає генетичний матеріал. Фрай зауважує, що всі присутні на кораблі бодай раз торкалися Кіфа, отже «батьком» може бути будь-хто. Професор Фарнсворт пропонує скористатися для визначення батьківства одним з його винаходів — міжвидовим генетичним аналізатором. Пристрій вказує на  Лілу. Проте для кіфового виду справжнім батьком — «смізмаром» — вважається той, хто спричинив зачаття, викликавши почутя кохання, себто Емі.
Друзі влаштовують свято у квартирі Фрая і Бендера, під час якого Емі усвідомлює, що не є готовою до материнства, і тікає, залишивши Кіфа на самоті. Тим часом строк пологів наближається.
Команда супроводжує Кіфа на його рідну планету Амфібій 9, де він, згідно з традицією, має народити. Чоловіки прорубають шлях крізь джунглі. Бендера ковтає величезна отруйна жаба, але Кіф рятує його, налякавши жабу своєю роздутою до велетенських розмірів головою. На березі болота, в якому народився і виріс Кіф, команду зустрічає керівниця ритуалу народження — Велика Повитуха. За мить до пологів на летючій дошці (яку її батьки переробили на прасувальну) прилітає Емі. Вона кидається до Кіфа, запевняючи, що хоче бути з ним, попри свою неготовність виховувати дітей. Кіф народжує дрібних істот, подібних на пуголовків. Малята стрибають до води, але шлях їм заступають численні небезпечні хижаки, яких розганяють Емі з Лілою. Коли нащадки зникають у болоті, Кіф повідомляє, що вони зможуть вийти на суходіл тільки після двадцяти років розвитку, і Емі погоджується, що до того часу вона буде готовою до материнства.

## Послідовність дії
Термін «смізмар» раніше було вжито в серії «Raging Bender», де він, судячи з контексту, означає своєрідну «третю стать» (коментатор на роботичних боях звертається до аудиторії «Пані, панове і смізмари!»). У тому самому епізоді помітний кіноплакат з рекламою фільму «Коли чоловік кохає смізмара». У поточній серії термін уперше отримав пояснення.

## Виробництво
- На початку серії є сцена, в якій професор іде у «сердитий купол», щоби відвести душу. Серед авторів серіалу довго точилися дебати стосовно того, чи має глядач чути мовлення професора в цій сцені. Зрештою було обрано варіант, в якому глядач бачить, як професор, походжаючи під куполом, енергійно ворушить губами, але не чує, що він говорить.
- Також предметом диспуту став вибір справжнього «батька» дітей Кіфа. Автор сценарію Білл Оденкерк, зауважив, що творча команда вирішила не робити «батьком» Емі, оскільки її відмова від власних дітей могла зашкодити привабливості образу.
- В одній зі сцен у каюті Кіфа Бендер перебуває у стінній шафі з відокремленою від тіла головою, яка лежить на поличці. Цей нюанс ніяк не пояснюється, але в коментарі на DVD автори розповідають, що, згідно зі сценарієм, це мало би означати, що каюта Кіфа є надто маленькою, щоби вмістити всіх присутніх, отже Бендера довелося поставити в шафу.

## Критика
Серія отримала рейтинг «TV-14» (не для перегляду дітьми, молодшими від 14 років).

## Пародії, алюзії, цікаві факти
- Сцена, в якій корабель «Міжпланетного експреса» влітає у вантажний відсік «Німба», пародіює подібну сцену в фільмі «Мунрейкер».
- Як і більшість серій, дія яких обертається навколо Кіфа і Бренніґана, ця серія містить численні пародії на серіал «Зоряний Шлях», до них належать, зокрема:
  - «голохижа» («голопалуба» в «Зорянім Шляху»)
  - медичний відсік корабля
  - поняття «смізмар» («імзаді» в «Зорянім Шляху»)
  - назва планети, на яку команда «Міжпланетного експресу» має доставити велетенську капсулу зі знеболювальним — Найджел 7 (пародіює Ріґель 7 із «Зоряного Шляху»).
- Своєю здатністю пересуватися по стінах і стелі Кіф нагадує гекона.
- Під час вибухової декомпресії «Німба» із корпуса Бендера випадає і зникає у космосі золота маска Тутанхамона (вочевидь, украдена ним раніше).

## Особливості українського перекладу
- Персонаж «Велика Повитуха» розмовляє з акцентом, притаманним вихідцям з Кавказу.